# ويل إينمان
ويل إينمان (بالإنجليزية: Will Inman)‏ هو نقابي وشاعر أمريكي، ولد في 4 مايو 1923 في ويلمينغتون في الولايات المتحدة، وتوفي في 3 أكتوبر 2009 في توسان في الولايات المتحدة بسبب مرض باركنسون.